# Pilar (1881)
El Pilar fue un cañonero de la Armada Española de la clase Pilar. El buque fue botado en 1881 y completado en Barcelona, donde se le montó la maquinaria. Entró en servicio en la Armada Española ese mismo año, siendo dado de baja en 1900, a tiempo de participar en la guerra hispano-estadounidense en tareas secundarias de reconocimiento. El Pilar formó parte de la primera serie de cañoneros construidos en España provistos de cascos forrados con acero, siendo el primero el primero en hacerlo, por la condición de buque líder de su clase. La clase adolecía de escala velocidad y su valor militar era casi nulo.
Debe su epónimo como homenaje póstumo a María del Pilar de Borbón y Borbón (1861-1879), infanta de España e hija de la reina Isabel II, fallecida menos de dos años antes de la botadura del buque.

## Historial
El secretario del jefe del Ramo de Armas del Arsenal de Cartagena, Manuel González de Rueda y Gil, fue comisionado a Barcelona (1 de octubre) para dirigir la instalación de un cañón de 12 centímetros, modelo 1879, en el cañonero Pilar e informar sobre los resultados obtenidos.
La empresa Maquinista Terrestre y Marítima (MTM), no recibiendo el encargo gubernamental de la maquinaria hasta 1880, con el encargo de la construcción de las calderas y máquinas para el cañonero Pilar de construcción en Cartagena y que mereció del Teniente de Navío Ardois el siguiente comentario: Podemos asegurar que el tipo Pilar es muy poco marinero, tiene poco andar y su importancia militar es casi nula o nula por completo.
En 1885 el cañonero estuvo bajo el mando del Teniente de Navío de 1ª clase Emilio Hediger Oliver. El 18 de septiembre de 1885 estuvo fondeado al lado del cañonero Elcano, al cual prestaría escolta tras detectarse en este último vías de agua que comprometían su estabilidad. El 24 de septiembre escoltó al Elcano en sus pruebas de mar, que resultaron satisfactorias. El Teniente de Navío laureado, D. Joaquín Bustamante y Quevedo, tomó el mando del buque en 1887, con base en Barcelona, con el que realizó una importante comisión de pesca por el golfo de Rosas.
El buque participó el 20 de mayo de 1888 en la inauguración de la Exposición Universal en Barcelona. Actuó como buque insigna, con el contraalmirante Rafael Rodríguez de Arias a bordo, a la sazón Ministro de Marina por entonces. En 1891 continuó en Barcelona, en tareas de guardacostas.
El 29 de julio de 1892 se produjeron intercambio de disparos con los insurgentes rifeños frente a las Islas Chafarinas. Fue dado de baja en 1900.
En 1900, por Decreto del 18 de mayo del Ministerio de Marina, se describió técnicamente la situación de los buques de la Armada hasta ese momento y se dieron de baja 25 unidades por considerarse ineficaces, entre ellos el Eulalia. Respecto al mismo buque señala:

Los torpederos Retamosa, Rigel, Ejército y Castor, y los cañoneros Eulalia, Pilar, ''Cóndor, Aguila, Cuervo y Tarifa, y las escampavías Concha, Gaditana, Pez, San Mateo, Mariana, Ardilla y Guinda, son estimados, por unánime opinión de los Jefes y personas peritas que conocen bien su estado, como absolutamente inútiles.